# Schellolepis tomentella
Schellolepis tomentella là một loài dương xỉ trong họ Polypodiaceae. Loài này được C. Chr. Pic. Serm. mô tả khoa học đầu tiên năm 1973.